# Edison Records

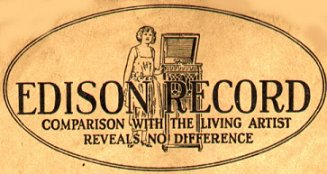
Logótipo da Edison Records dos anos 1910

A Edison Records foi uma das primeiras gravadoras pioneiras na gravação e reprodução de som, e foi uma importante empresa no início da indústria fonográfica.
Os primeiros cilindros fonográficos foram fabricados em 1888, seguidos pela fundação de Thomas Edison da Edison Phonograph Company no mesmo ano. Os cilindros de cera gravados, posteriormente substituídos por cilindros Blue Amberol, e discos de diamante de corte vertical, foram fabricados pela Edison's National Phonograph Company a partir de 1896, reorganizados como Thomas A. Edison, Inc. em 1911. Até 1910 as gravações não carregavam o nomes dos artistas. A empresa começou a ficar atrás de seus rivais na década de 1920, tanto tecnicamente quanto na popularidade de seus artistas, e interrompeu a produção de gravações em 1929.